# デジタルメディア

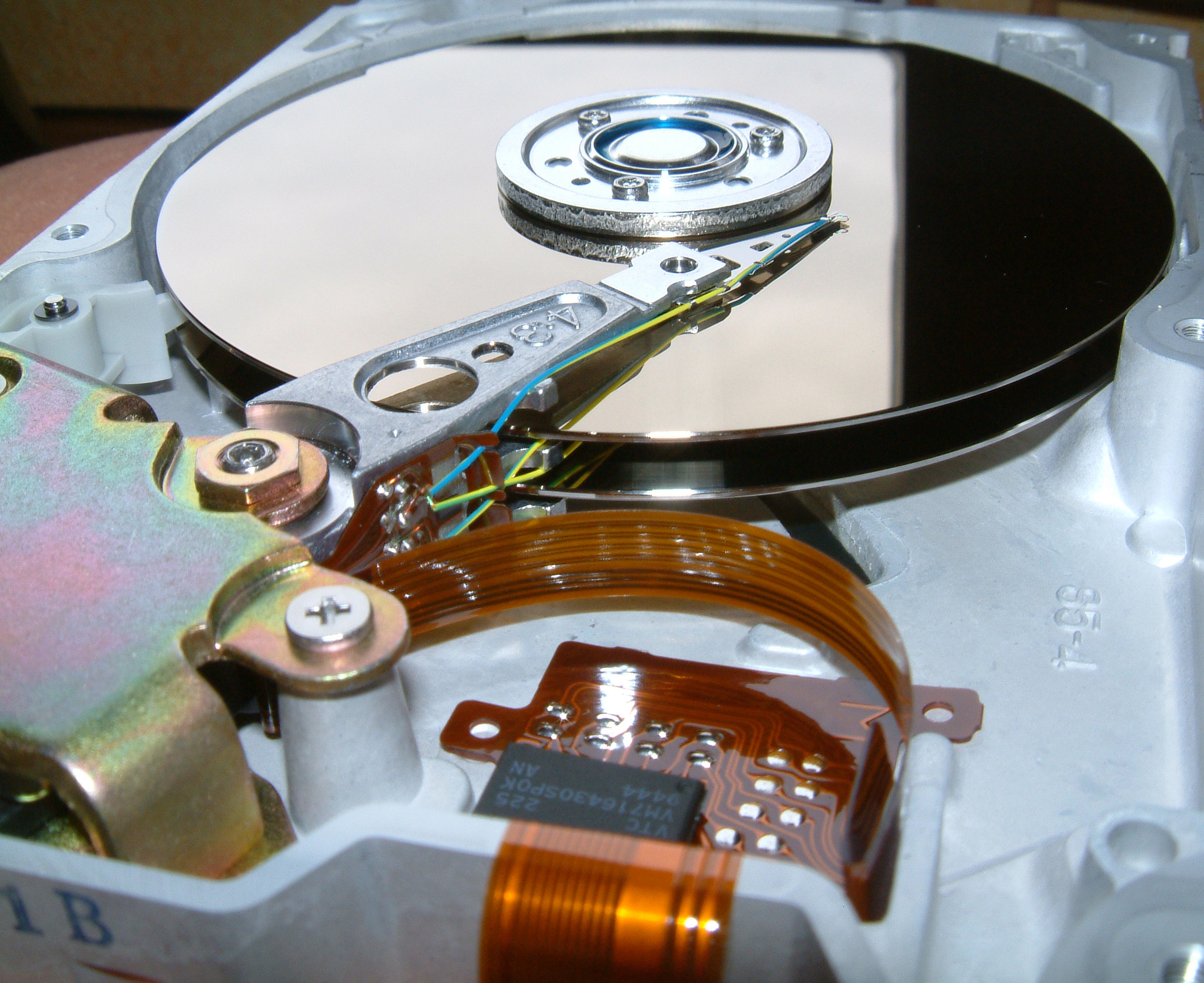
ハードディスクドライブは、二進数の形で情報を保存する。そのため、物理的デジタルメディアの型であると考えられている。

デジタルメディアは、機械による読み取りが可能な記録形式でコード化された全てのメディアのことをいう。
デジタルメディアはコンピュータ上で作成、閲覧、配信、修正、保存可能である。
コンピュータプログラムやソフトウェア、デジタル画像、デジタル動画、ウェブページやサイト（ソーシャルメディアを含む）、データやデータベース、デジタル音声（MP3など）、電子書籍はデジタルメディアの例である。
デジタル情報であっても、文字や数字、楽譜など人が読むことを前提にしたメディアはデジタルメディアとは呼ばない。
また、デジタルメディアを紙や画面出力した物もデジタルメディアとは呼ばない。
デジタルメディアは、印刷メディア、書籍、新聞や雑誌、また他の伝統的すなわちアナログメディア（写真やフィルム、音声テープなど）と対比されることが多い。
インターネットやパーソナル・コンピュータの使用と相まって、デジタルメディアは出版、ジャーナリズム、娯楽、教育、商業、政治に混乱を引き起こした。
デジタルメディアはさらに、著作権法や知的財産権法への新たな困難となり、コンテンツの製作者が自ら、自分の作品に対する法的権利の一部または全部を譲渡するというオープンコンテントの動きを助長させた。
デジタルメディアの遍在性とその社会に対する影響は、我々が、情報時代と呼ばれる、産業史上の新時代の幕開けにあることを示唆している。
情報時代は、おそらくペーパーレス社会、つまり全てのメディアがコンピュータ上で作成・消費される社会へと至るだろう。
しかしながら、デジタルへの移行における課題は、時代遅れの著作権法、検閲、デジタル・デバイド、そしてデジタル暗黒時代の不安（即ち古いメディアが新しい、またはアップデートされた情報網にアクセス出来ないという問題）を含め残っている。
デジタルメディアは、重大で広範囲な複雑な影響を、社会や文化に与えている。

## 歴史

### 電子以前
機械可読メディアは、インターネットや現在のコンピュータ、電子機械に先立ち登場した。機械読み取り可能な記号や情報は、1800年代初期のチャールズ・バベッジ　によって初めて概念化された。バベッジはこれらの記号は彼を階差機関や解析機関、即ち計算間違いという問題を解決するために設計した機械へと導いてくれるだろうと想像した。1822年と1823年の間、エイダ・ラブレスという数学者が、バベッジの機関を用いて数を計算するための最初の指示を書いた。ラブレスの指示は、現在では最初のコンピュータ・プログラムだと信じられている。
他の初期の、機械により読み取り可能なメディアは,自動ピアノやジャカード織機を含む。

## デジタルコンピュータ

二進数のようなデジタル記号は、機械的な部品を、その型を変えることなく変更可能である。

機械読み取り可能なメディアが使用されたが、バベッジの機関や自動ピアノ、ジャカード織機、またその他の初期の計算機の多くは、それ自体アナログコンピュータであり、物理的、機械的な部分があった。デジタルコンピュータの出現によって、最初の真のデジタルメディアが現れた。デジタルコンピュータは情報を保存・処理するために二進法とブール代数を使用し、コンピュータの構成上の１つの構造部が多くの異なる処理を実行することを可能にしている。最初の現代的な、プログラムに組めるデジタルコンピュータであるManchester Mark I と EDSACは、互いに独立して1948～1949年に開発された。
現在のコンピュータとは多くの点で異なっているが、これらの機器には自身の論理演算をコントロールするソフトウェアが内蔵されていた。そのソフトウェアは二進数、即ち0と1の組合せで何百もの記号をなす体系にコード化されていた。二進数の「1」と「0」を、デジタルメディアの「ディジット」という。

### ”われわれが思考するごとく”
デジタルメディアは1950年代初期に一般的に使われるようになったが、デジタルメディアの「概念的」な基盤は科学者兼技術者のヴァネヴァー・ブッシュと『アトランティック・マンスリー』に1945年に出版された"われわれが思考するごとく" に遡る。
ブッシュは、科学者や医者、歴史家やその他の人が、情報を保存、分析、伝達する際の助けとなるような装置の仕組みを構想していた。この、当時想像上のものであった装置をメメックスと呼び、ブッシュはこう書いている。

メメックスの持ち主が、弓矢の起源とその性質に関心があったとしてみよう。なぜ十字軍の小ぜり合いで、短いトルコ式の弓のほうが英国式の長い弓よりも優れていたかを研究していると しよう。彼は、関連する書籍や論文などをメメックスに何冊も保存している。まず、百科事典を取り出して全体をながめ、興味深いがおおまかな記述を見つけ出して画面に映し出しておく。次に歴史のなかから関連のある項目を見つけ出し、上のものと結び付ける。このようにして、多数の項目の間のつながりをつくっていく。時に彼は、本文に繋げる、またはある項目からの脇道に加えることで自身の発言を残している。利用可能なもので、弾性が弓と大いに関係があると明らかになると、彼は、自分に弾性についての教本や、物理定数の表に導いてくれる支線に分け入る。彼は、自身の分析を手書きしたページを挿入している。このようにして、彼は自分が利用できる資料の迷宮を通って、自身の興味の道をつくったのである。
ブッシュは、このメメックスの制作が第二次世界大戦後の科学者らの業になることを願っていた。"われわれが思考するごとく"はデジタルコンピュータよりも数年先であったが、そのエッセーはデジタルメディアの潜在的な社会的、知的な利益を予期し、またデジタル・スカラーシップ(英語版)やWorld Wide Web、wiki、そしてソーシャルメディアにわたる概念的枠組みをもたらした。それは、出版された時でさえ、重大な所業と考えられた。

## 影響

### デジタル革命
最初のデジタルコンピュータの開発から数年で、コンピュータの計算能力と保存容量は指数関数的に上昇した。パーソナルコンピュータやスマートフォンにより、何十億もの人がデジタルメディアにアクセスすることや、その修正、保存、共有が可能になった。デジタルカメラからドローンまで、多くの電子装置がデジタルメディアを制作、通信、閲覧できる。World Wide Web やインターネットと相まって、デジタルメディアは、活版印刷が文化的、経済的、社会的に与えた影響にしばしばたとえられる方法で、21世紀社会に変革を起こしたのである。
その変化は非常に高速かつ広範囲であったゆえ、それは産業経済から情報に基づいた経済へと経済の移行を起こした。そして、人間の歴史に情報時代またはデジタル革命として知られる新時代を造った。
その移行は定義における何らかの曖昧さを生み出した。デジタルメディア、ニューメディア、マルチメディア、そして似た用語はすべて技術革新や、デジタルメディアの文化的影響の両方に関連している。  
デジタルメディアが他のメディア、または文化的、社会的要因と合わさった物は、時に「ニューメディア」として知られている。同様に、デジタルメディアはトランスリテラシー、メディアリテラシー、デジタルリテラシーと呼ばれる新たなコミュニケーション技術を必要としているようである。
これらの技術は、読み書きといった伝統的なリテラシーの能力だけでなく、インターネットを見て回り、情報源を評価し、デジタルコンテンツを作成する能力をも含む。
我々がデジタルに染まった世界ペーパーレスな社会(英語版) へと移りつつあるという考えは、我々が間もなく（もう現在もかもしれないが）デジタル暗黒時代に直面し、古いメディアはもはや現在の装置や、学問の現代的方法を使用できなくなるかもしれない、といった恐れを伴っている。
デジタルメディアは、社会と文化に、重大かつ広範囲で、複雑な影響を与えている。

### 産業の混乱
印刷メディアやマスメディア、また他のアナログ技術と比べて、デジタルメディアは複写、保存、共有、修正が容易である。デジタルメディアのこの性質は、多くの産業（特にジャーナリズム）、出版、教育、娯楽、音楽業に重大な変化を起こした。これらの変化の全体の影響は、非常に広域であるため計り知れない。例えば、映画作成において、アナログのフィルムカメラからデジタルカメラへの移行はほぼ完全である。その移行は、配信を容易にし、映画に高クォリティなデジタル効果を加えることを可能にしたことで、ハリウッドに利益をもたらした。
同時に、それはハリウッドのアナログの特殊効果、スタント、そしてアニメーション産業に影響を与えた。それは小映画館にとって痛い費用であり、小映画館の中にはデジタルへの移行に際して生き残れなかった、もしくは生き残らないであろうものもある。
デジタルメディアのためのメディアへの影響は、同様に広範囲で複雑である。ジャーナリズムにおいては、デジタルメディアや 市民ジャーナリズムにより、印刷メディアの何千という雇用が消失し、多くの主要な新聞社が倒産した。
しかし、デジタル・ジャーナリズムの出現により、何千もの新たな職や専門ができた。電子書籍や 自己出版は本産業を変えつつあり、デジタルの教科書、その他のメディアを含むカリキュラムは初等、中等学校を変えつつある。
学問においては、デジタルメディアはデジタル・スカラーシップ(英語版)と呼ばれる学問の新たな形を生み出し、そしてデジタル・ヒューマニティーズ や デジタル史(英語版)といった新たな研究分野を生み出している。それは、図書館の使われ方とそれらの社会における役割を変えた。全ての主要メディア、コミュニケーションや学問の試みは、移り変わりの時期に臨んでおり、デジタルメディアに関わる曖昧さに直面している。

### コンテンツ制作者としての個人
デジタルメディアは、個人がより積極的にコンテンツを作成することも可能にしている。
コンピュータとインターネットを利用できる誰もが、ソーシャルメディアに参加でき、オンラインで事業を行うだけでなく、自身の書物、芸術品、動画、発言を載せることができる。これは市民ジャーナリズムとして知られるようになった。利用者により作成されたコンテンツが急増したのは、今日利用者がメディアと相互作用する手段と同様に、インターネットが発達したからである。帯式デバイスのような技術の発表は、全てのメディアへのアクセスをより容易、高速にすることを可能にしたかつては少数の人しか利用できなかった多くのメディア制作ツールは、今や無料で使いやすいものとなっている。インターネットにアクセスできる装置の費用は徐々に下がっていて、そして今や個人が複数のデジタル装置を所有することが標準になりつつある。これらの要素は、政治参加に重大な影響を与えた。多くの学者には、デジタルメディアは、アラブの春で役割を担ったと考えられており、そして紛争中の政府によりデジタルメディアやソーシャルメディアが弾圧されることは、ますますよくあることとなっている。
多くの政府は、わいせつ性を防ぐため、もしくは広義の政治的検閲で、何らかの方法でデジタルメディアへのアクセスを制限する。使用者により造られたコンテンツは、プライバシー、信用性、礼儀、文化的もしくは知的、芸術的貢献に対する補償という問題を引き起こす。デジタルメディアの広がりや、それを効果的に使うために必要な広いリテラシーやコミュニケーション技術により、デジタルメディアを使える人とそうでない人との間のデジタル・デバイドが深くなっている。

### ウェブ配信のみを行うニュースメディア
インターネットがより普及するにつれて、より多くの企業がインターネットだけを使ってコンテンツを配信し始めた。世界で最大の放送チャンネルのニュースコープにおいては、ゴールデンアワーの視聴者が23%現象した。閲覧者の減少により、売上高の損失があったが、予想されていたよりも悪くはなかった。金額はおよそ2％低下したが、全体的なケーブルの売上高は予想されたものよりも遅い成長である約5％増であった。 
Cisco Incは最新の予測を公開し、数字はすべてインターネットのニュースに傾いていて、2018年までには4倍になる割合で成長し続けるといった。2012年、世界で最大のインターネットのみのメディア企業であるThe Young Turksは、平均して1日あたり750,000人の利用者がおり、成長し続けている。そして、The Young Turksが管理するチャンネルは、現在総計20億回以上閲覧されていて、そのチャンネルは世界のニュース、スポーツ、映画の批評、大学向けの内容、そして討論番組のチャンネルにわたっている。

### 著作権の困難
デジタルメディアにより、現在の著作権や知的財産権の法律は、多くの課題を抱えるものとなった。デジタルメディアが制作、修正、共有するのが容易であることにより、著作権の執行は困難になり、著作権法は時代遅れのものと広く見なされるようになった。例えば、現在の著作権法のもとでは、よくあるインターネット・ミームは多くの国で共有することがおそらく違法であろう。法的権利は、少なくとも多くのインターネット活動にとって、不明瞭なものである。他人が所有する画像をソーシャルメディアアカウントに投稿したり、人気曲をYoutubeでカバーしたり、ファンフィクションを書いたりすることが、違法かどうかは曖昧だからである。これらの問題のいくつかを解決するため、コンテンツの作成者は、自らオープンな、あるいはコピーレフト ライセンスを採用し、自身の法的権利の幾分かを放棄することができ、もしくはパブリックドメインに自らの作品を公開することができる。オープンなライセンスのうち最も一般なものは、クリエイティブ・コモンズ ライセンスや GNU Free Documentation Licenseであり、どちらもウィキペディア上で利用できる。オープンなライセンスは、ソフトウェア・データ・その他のデジタルメディアから、著作権の制限を減らす、または撤廃することを駆り立てる広義のオープンコンテントの動きの一部である。

### 電子雑誌の展開
関心の的となりつつあるデジタルメディアの形の一つは、デジタル雑誌である。デジタル雑誌とは正確には何であろうか？デジタル雑誌が経済的に重要であるため、雑誌部数公査機構はこのメディアの定義を最新(2011年5月)の報告で完成させた。それによると、デジタル雑誌は雑誌の内容を電子配信したものを含み、そのため複製品であるかもしれないということである。これは、デジタル雑誌が何かについての時代遅れの定義である。実際は近年普通に行われているようだが、デジタル雑誌は印刷された雑誌をPDF中に複製したものであるべきでない。むしろ本質的に、双方向で、デジタルのプラットフォーム（インターネット、携帯電話、個人ネットワーク、iPad、その他のデバイス）上でゼロから作り出されたものであるべきなのである。デジタル雑誌への障壁は、このため減ってきている。同時に、デジタルプラットフォームは、デジタル雑誌が公開される場所（ウェブサイト上、スマートフォン上のような）を広げている。タブレットやデジタル雑誌の改良により、画像つきの雑誌は人を視覚的に惹きつけ、面白く読めるものとなりつつある。